# Danmarks Akvarium
Danmarks Akvarium var et udstillingsakvarium beliggende ved Charlottenlund Slot i Charlottenlund. Akvariet blev indviet 21. april 1939, og lukkede i oktober 2012, hvorefter alle aktiviteter blev videreført til Den Blå Planet i Kastrup i 2013.

## Historie
Akvariet blev tegnet af C.O. Gjerløv-Knudsen, åbnede i 1939 og blev grundlagt af fiske- og adfærdsbiologen Mogens Højgaard (1906-1965) og hans far, civilingeniør Knud Højgaard, der finansierede byggeriet. Akvariet, der er opført i funktionalistisk stil var alle årene drevet af en erhvervsdrivende fond, som ikke modtog offentlig støtte. Danmarks Akvarium havde alle årene lagt meget vægt på formidling og forskning, hvilket positionerede det internationalt. Kay Simmelhag udførte akvariedekorationerne, som han udførte direkte på byggepladsen under akvariets opførelsen.
I Danmarks Akvarium fandtes over 3.000 fisk og vanddyr fordelt på 70 akvarier med over 80.000 liter vand.
Danmarks Akvarium har en central rolle i den dansk-amerikanske monsterfilm Reptilicus, som blev delvis optaget der i sommeren 1960, med Asbjørn Andersen som direktør for Akvariet og Dirch Passer som Akvariets vicevært. I filmen finder man en gigantisk, nedfrosset halestump, som opbevares på Akvariet, hvor halen tør op og regenererer. Modeloptagelserne, hvor kæmpeuhyret smadrer København, blev filmet få meter derfra i Palmehaven.
Efter overflytningen af alle aktiviteter til Den Blå Planet, blev bygningen solgt til nogle ejendomsinvestorer, der ville indrette galleri på stedet.
I januar 2014 blev Jakob Olrik ansat som direktør for "Over underfladen", hvilket var det nye navn for bygningerne, som nu blev benyttet som kulturhus. Dette projekt holdt ikke, og i marts 2015 kom der planer frem om at bygge fitness-center, restaurant, café og kultursal på området i 2016.